# Onderbanken
Onderbanken (phát âmⓘ) là một đô thị ở đông nam Hà Lan.

## Các trung tâm dân cư
Bingelrade, Douvergenhout, Etzenrade, Jabeek, Merkelbeek, Op den Hering, Quabeek, Raath, Schinveld, Viel.